# Paracornicularia
Paracornicularia is een geslacht van spinnen uit de familie hangmatspinnen (Linyphiidae).

## Soorten
De volgende soorten zijn bij het geslacht ingedeeld:
- Paracornicularia bicapillata Crosby & Bishop, 1931